# ソーダ南部石
ソーダ南部石（ソーダなんぶせき、 Natronambulite）は、1985年に発表された日本産新鉱物で、国立科学博物館の鉱物学者松原聰などにより、岩手県の田野畑鉱山で発見された。化学組成は(Na,Li)(Mn,Ca)4Si5O14(OH)で、三斜晶系。東北大学の鉱物学者であった南部松夫の業績をたたえて命名された南部石のアルカリ金属のサイトが、リチウムではなくナトリウムの卓越する組成となったものである。